# Arturo Zanoni
Arturo Zanoni Bugniotto (Verona, 3 de abril de 1897 - Roma, 19 de marzo de 1967) fue un político y sindicalistai italiano. Ferroviario de profesión, se destacaría en la actividad sindical y política. Durante la Guerra civil española luchó enrolado en el Ejército republicano, donde llegó a mandar varias unidades militares.

## Biografía
Zanoni Arturo hijo de Abraham y Giovanna Gelmina Bugniotto, nació el 3 de abril de 1897 en Marcelise (Verona) que eran trabajadores ferroviarios, comunistas, entonces socialistas. Habitante en 127 en el vecindario de Porto San Pancrazio en Verina, Fuocista en los ferrocarriles, está exento del servicio militar en la Primera Guerra Mundial. En el período posterior a la guerra, lleva a cabo una actividad intensa es política, se adhiere al Partido Socialista y se ocupa de las suscripciones y el Secretario del Círculo del Partido en Via Giardino Giusti 14. Tras la muerte del Socialista Adjunto Policarpo Scabello el 4 de noviembre de 1920, debido a la bomba accidental de una bomba mientras defendía el Ayuntamiento de Veronesa por un asalto fascista, se ve obligado a dejar a Verona para escapar de las represalias, refugiándose en Gorizia, donde fue despedido el 25 de julio de 1923 por sus ideas políticas. Al año siguiente emigró a Buenos Aires en Argentina, donde ocupa importantes puestos sindicales y novia el 26 de junio de 1924 Ottilia Recitz. En Argentina trabaja en los ferrocarriles que continúan realizando actividades sindicales. Es miembro de la Liga Metalúrgica, inscrita en el Partido Comunista Argentino, Secretario del Rescate Rojo Internacional y socio de la Filodrammatica "Awakening". La esposa también está inscrita en el Partido Comunista. En 1930, un accidente laboral le causa la pérdida de la falange de un dedo de la mano izquierda. El 30 de enero de 1933, después de numerosos arrestos y prisioneros, fue arrestado por las autoridades argentinas porque fue acusado de complicidad en la preparación de un movimiento insurreccional entre los trabajadores ferroviarios. Golpeado por una medida de expulsión, gracias al interés del Partido Socialista, obtuvo no ser enviado a Italia y con el vapor español "Asturias", aterrizó con su esposa el 7 de octubre de 1933 en Vigo en Galicia. Trae consigo una carta de presentación del Partido Socialista Argentino para el Socialista Socialista Español Gómez Trifòn. La familia se establece en Madrid, donde Zanoni se adhiere al Partido Socialista Español (PSOE) y reanuda su actividad política y sindical en el UGT (uniòn general del Trabajo), tanto que es arrestado nuevamente en 1934 después del intento insurreccional de la astucia. Expulsado y sin documentos el 7 de marzo de 1935, está en Toulouse desde donde informa las dificultades relacionadas con la falta de documentos de residencia y las esperanzas de obtener un indulto a su oración. Al regresar a España, al estallar la Guerra Civil en julio de 1936, se encuentra entre los primeros defensores de la Casa del Popolo en Madrid. Inscrito al ejército popular republicano, se mudó al frente junto con Fernando de Rosa, y posteriormente en Aragón al mando de una sección de la columna "Mangada" se convirtió en 49. Brigada mixta y posteriormente, junto con Nino Nannetti, debajo de la Comando de la 90. Brigada mixta "Pastararia", que consta de tres batallones, con los que participa en la batalla de Guadalajara. Después de enviar a Nannetti al frente norte, falleció en diciembre de 1937 en las brigadas internacionales de la Brigada Garibaldi, primero como comisionado político y posteriormente como comandante de toda la Brigada del 19 de noviembre de 1937 al 17 de marzo de 1938 con el rango de especialización. Participa en las batallas de Belchite, Brunete, Estadura y Aragón, y también es por un comandante provisional de todo el período de toda la 45. División en la que se enmarca la brigada Garibaldi. El 17 de marzo de 1938 fue despedido por Hans Kahle después de las derrotas de Caspe, por cargos de no haber realizado correctamente las órdenes recibidas y reemplazadas al mando de la Brigada Garibaldi por Eleo Paradinos. Zanoni se transfiere al trabajo como jefe de departamento en una fábrica de balas. Recordó al frente después de las duchas militares del ejército republicano, participa en la última ofensiva republicana en el Ebrum. Al regresar a Francia en los primeros meses de 1939 con los restos de las brigadas internacionales, Zanoni es internado en el campo de Saint Cyprièn, donde es responsable de Campo 7Bis. Liberato va junto con Pietro Nenni en Perpignan para tratar de mejorar la situación de los internos en los campos en las playas del Rossiglione y, por lo tanto, testifica el 1 de marzo de 1939: “Desafortunadamente para nosotros, nada se puede esperar para nosotros. No hay ayuda material. Nuestra migración precipitada ha producido una desorganización de tal manera que en este momento no es posible establecer el contacto necesario entre nosotros: nuestra situación de refugiados en el campo Arnelès-sur-mer es indudablemente degradante moralmente. El suficiente pero [los prisioneros] viven en una playa con aglomeración excesiva, expuesta al clima. No sé si son tratados como prisioneros de guerra o como criminales vulgares ". Luego trata de emigrar con su familia a México con la ayuda del Partido Comunista Español y Pietro Nenni. Sin embargo, se niega la visa como un español nativo, pero en realidad Zanoni tendría derecho a la nacionalidad española que había residido allí durante más de 7 años y su hija tiene la ciudad Español. La motivación de la negativa le parece absurda, por lo tanto, ': la intervención de Nenni para resolver la pregunta hace innecesariamente, pero aprende que México rechaza a los que no son españoles desde el nacimiento. Posteriormente transferido a Privas (Ardèche) con su esposa e hija Sonia, a la que al año siguiente hay una segunda hija Aida nacida, según una carta con fecha del 19 de junio de 1939, en condiciones miserables en un establo y Zanoni se queja del hecho de no Habiendo recibido ayuda para obtener lo que se merece. Mudándose a Grepiac (Alta Garonna), después de la capitulación de Francia a los alemanes, Zanoni se transfiere con la familia primero al campo de Noé y luego a la de Barcarès. El 31 de agosto de 1939, se declaró solidaridad con la posición tomada por el Partido Socialista con respecto al pacto de no agresión entre Alemania y Rusia, que ve una traición contra el socialismo y el proletariado. Luego fue transferido al fuerte de Vernet d'Ariège y desde aquí el 9 de agosto de 1944, a disposición de la policía de seguridad de Burdeos, es entregado a los nazis que lo deportan con el famoso "Train Fantome" en el campo de Dachau Cerca de Munich Baviera, como prisionero español, número de serie 94098. Liberado el 29 de abril de 1945 regresó primero a Francia y luego en Italia, y es el Secretario Nacional Nacional de los Trabajadores Ferroviarios de Italia-CGIL y se adhiere al Partido Socialista Unitario. Al año siguiente pasa a PSDI, siempre manteniendo contactos con el Partido Socialista español en el exilio, y hasta sus últimos años, lleva a cabo actividades sindicales en la organización de los trabajadores ferroviarios, con quien había comenzado su compromiso. Murió en Roma el 19 de marzo de 1967.